# Je compte sur vous
Pour plus de détails, voir Fiche technique et Distribution.
Je compte sur vous est un film français inspiré par l'histoire de Gilbert Chikli, réalisé par Pascal Elbé et sorti en 2015.

## Synopsis
Gilbert est un habitué des magouilles et arnaques en tous genres depuis qu'il est petit. Il aimerait procurer à sa femme une vie normale, mais il va se retrouver dépassé par les événements.

## Fiche technique
- Titre français : Je compte sur vous
- Réalisation : Pascal Elbé
- Scénario : Pascal Elbé, avec la collaboration de Noé Debré et Isaac Sharry
- Musique : Pascal Lengagne
- Directeur de la photographie : Romain Lacourbas
- Montage : Stratos Gabrielidis, Théo Carrere
- Son : Dominique Gaborieau, Adam Wolny, Samuel Cohen
- Décors : Pierre Quefféléan
- Costumes : Anne Schotte
- Producteur : Isaac Sharry
- Société de production : Vito Films, France 2 Cinéma
- Société de distribution : Rezo Films
- Date de sortie : 30 décembre 2015
- Box-office français : 117 053 entrées[2]

## Distribution
- Vincent Elbaz : Gilbert Perez
- Julie Gayet : Barbara Perez
- Zabou Breitman : Inspecteur Moretti
- Ludovik : Maxime Perez
- Anne Charrier : Céline Lerbier
- Lionel Abelanski: Lefèvre
- Nicole Calfan : Rose Perez
- Catherine Mouchet : La juge
- Dan Herzberg : JMBLC
- Patrice Abbou : Allouch
- Léo Elbé : Noé
- Roukiata Ouedraogo : cliente Lerbier

## Production

### Scénario
Le scénario s'inspire de la vie de Gilbert Chikli, escroc qui a inventé l’arnaque au « faux président ». Pendant 18 mois entre 2005 et 2006, celui-ci s’est fait passer pour le PDG de grandes entreprises (La Poste, les Galeries Lafayette, Disneyland Paris, les Pages jaunes ou encore la Caisse d’épargne) auprès de quelques salariés cadres qui, sur sa demande par téléphone, lui remettaient plusieurs centaines de milliers d’euros en liquide ou par virement. Il prétextait pour les convaincre défendre la guerre contre le financement terroriste et demandait au salarié de faire tout ce que lui dirait un homme de la DGSE (services secrets). Il aurait réussi par cette technique à dérober près de 50 millions d’euros auprès d'une centaine d'entreprises. Après des investigations de la brigade des fraudes aux moyens de paiement (BFMP), Gilbert Chikli est condamné par contumace en mai 2015 à sept ans de prison en France et à un million d'euros d'amendes, plusieurs de ses complices sont également condamnés à des peines de prison pour association de malfaiteurs. Mais il s’est réfugié depuis 2009 en Israël. Cette arnaque a depuis fait des émules, avec des appels de faux PDG prétextant un contrôle fiscal imminent ou une OPA hostile pour se faire remettre de l'argent. En 2009, après quelques mois de détention provisoire, il prend la fuite pour Israël et ne rentrera jamais dans l’hexagone. Arrêté en Ukraine en août 2017, il a ensuite été extradé vers la France et incarcéré à son arrivée.